# Łaszczów (gmina)
Pour les articles homonymes, voir Łaszczów (homonymie).
Łaszczów est une gmina mixte ou urbaine-rurale (gmina miejsko-wiejska) du powiat de Tomaszów Lubelski, dans la Voïvodie de Lublin, dans l'est de la Pologne.
Son siège administratif (chef-lieu) est la ville de Łaszczów, qui se situe environ 25 kilomètres (km) à l'est de Tomaszów Lubelski (siège du powiat) et 114 kilomètres au nord-ouest de la capitale régionale Lublin (capitale de la voïvodie).
La gmina couvre une superficie de 128,23 km2 pour une population de 6 503 habitants en 2006.

## Histoire
De 1975 à 1998, la gmina est attachée administrativement à l'ancienne voïvodie de Zamość.

Depuis 1999, elle fait partie de la nouvelle voïvodie de Lublin.

## Géographie
Outre la ville de Łaszczów, la gmina inclut les villages (sołectwa) de:

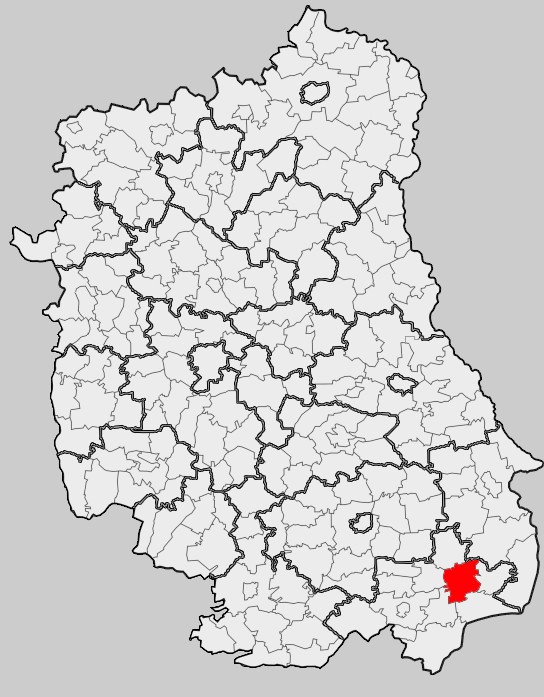
Position de la gmina dans la voïvodie

- Czerkasy
- Dobużek
- Dobużek-Kolonia
- Domaniż
- Hopkie
- Hopkie-Kolonia
- Kmiczyn
- Kmiczyn-Kolonia
- Łaszczów-Kolonia
- Małoniż
- Muratyn
- Muratyn-Kolonia
- Nabróż
- Nabróż-Kolonia
- Nadolce
- Pieniany
- Pieniany-Kolonia
- Podlodów
- Pukarzów
- Pukarzów-Kolonia
- Ratyczów
- Steniatyn
- Steniatyn-Kolonia
- Wólka Pukarzowska
- Zimno
- Zimno-Kolonia

### Gminy voisines
La gmina de Łaszczów est voisine des gminy de
- Jarczów
- Mircze
- Rachanie
- Telatyn
- Tyszowce
- Ulhówek

## Structure du terrain
D'après les données de 2002, la superficie de la commune de Łaszczów est de 128,23 kilomètres carrés, répartis comme telle :
- terres agricoles : 87%
- forêts : 4%

La commune représente 8,62% de la superficie du powiat.

## Démographie
Données du 31 décembre 2009:
| Description        | Total  | Total | Femmes | Femmes | Hommes | Hommes |
| ------------------ | ------ | ----- | ------ | ------ | ------ | ------ |
| Unité              | Nombre | %     | Nombre | %      | Nombre | %      |
| Population         | 6 380  | 100   | 3 249  | 50,5   | 3 131  | 49,1   |
| Densité (hab./km²) | 49,8   | 49,8  | 25,3   | 25,3   | 24,4   | 24,4   |